# Антонювка (гміна Високе)
Антонювка (пол. Antoniówka) — село в Польщі, у гміні Високе Люблінського повіту Люблінського воєводства.
Населення — 224 особи (2011).
У 1975-1998 роках село належало до Замойського воєводства.

## Демографія
Демографічна структура станом на 31 березня 2011 року:
|          | Загалом | Допрацездатний вік | Працездатний вік | Постпрацездатний вік |
| -------- | ------- | ------------------ | ---------------- | -------------------- |
| Чоловіки | 116     | 30                 | 67               | 19                   |
| Жінки    | 108     | 17                 | 46               | 45                   |
| Разом    | 224     | 47                 | 113              | 64                   |